# George Devol
 (janvier 2019).
Si vous disposez d'ouvrages ou d'articles de référence ou si vous connaissez des sites web de qualité traitant du thème abordé ici, merci de compléter l'article en donnant les références utiles à sa vérifiabilité et en les liant à la section « Notes et références ».
George Charles Devol Jr., né le 20 février 1912 à Louisville (Kentucky) et mort le 11 août 2011 à Wilton (Connecticut), est un inventeur américain connu pour avoir développé Unimate, le premier robot de manutention utilisé dans les travaux de production industrielle. 

## Biographie
En 1932, Devol choisit de renoncer à l’enseignement supérieur et fonde United Cinephone pour créer un enregistrement à zone variable directement sur film pour les nouveaux films sonores (talkies). Cependant, il apprend par la suite que des sociétés telles que RCA et Western Electric travaillent dans le même secteur, et décide d’interrompre le produit.

### Seconde Guerre mondiale
En 1939, Devol dépose un brevet sur les contrôles de proximité destinés aux machines à repasser, basés sur un champ de radiofréquences. Ce contrôle ouvre et ferme automatiquement les presses à linge lorsque les travailleurs s’approchent des machines. Une fois la guerre déclenchée, l’office des brevets l'informe que sa demande de brevet sera suspendue pendant la durée du conflit.
Vers le début de la Seconde Guerre mondiale, Devol vend son intérêt pour United Cinephone et contacte Sperry Gyroscope pour savoir s’il est intéressé par ses idées sur la technologie radar. Il est retenu par Sperry comme responsable du département des projets spéciaux, qui a mis au point des dispositifs radar et des équipements de test à micro-ondes.
Plus tard dans la guerre, il contacte Auto-Ordnance Company au sujet de produits qu’elle pourrait fabriquer en dehors de leur principale gamme de produits, à savoir des mitraillettes Thompson. Il leur dit que le domaine des contre-mesures radar est sur le point de devenir une technologie de défense indispensable.
En 1943, il organise General Electronics Industries à Greenwich, dans le Connecticut, en tant que filiale de l'Auto Ordinance Corporation. General Electronics fabrique des dispositifs de contre-radar jusqu'à la fin de la Guerre. General Electronics est l’un des plus grands producteurs d’équipements de radar et de contre-mesures radar pour la marine américaine, l’armée de l’air américaine et d’autres organismes gouvernementaux. Les systèmes de contre-mesures radar de la société sont sur des avions alliés le jour J.
Devoilant une divergence d'opinions sur l'avenir de certains projets, Devol démissionne de Auto Ordinance et rejoint RCA. Après un bref passage en tant que responsable des ventes de produits électroniques dans l’est du pays, il quitte RCA pour développer des idées qui ont finalement conduit à la demande de brevet pour le premier robot industriel. En 1946, il dépose un brevet pour un système d'enregistrement magnétique permettant de contrôler des machines et un dispositif de lecture numérique pour machines.
Devol fait partie de l'équipe qui développe la première utilisation commerciale de la technologie de four à micro-ondes, le Speedy Weeny, qui cuit et distribue automatiquement des hot-dogs.
Au début des années 1950, il concéde une licence d'utilisation de son appareil d'enregistrement magnétique numérique à Remington Rand de Norwalk et est devenu responsable de leur département magnétiques. Là, il travaille avec une équipe pour développer son système d'enregistrement magnétique pour les applications de données commerciales. Il a également travaillé au développement des premiers systèmes d'impression à grande vitesse. Alors que le système d'enregistrement magnétique s'est avéré trop lent pour les données commerciales, l'invention de Devol a été redéfinie en tant que contrôle de machine qui deviendrait éventuellement le cerveau du robot Unimate.

### Mort
Devol est mort le 11 août 2011, à l'âge de 99 ans, chez lui à Wilton, dans le Connecticut. Il a laissé deux filles, deux fils, cinq petits-enfants et cinq arrière-petits-enfants. Sa tombe se trouve dans le cimetière Bald Hill de Wilton. 